# أوغست شوفالييه
أوغست شوفالييه أو أوغست جون باتيست شوفالييه (Auguste Jean Baptiste Chevalier) كان عالم نبات فرنسيًا، ولد في 23 يونيو 1873 بدومفرون (فر نسا) وتوفي في الليلة الفاصلة بين 3 و4 يونيو 1956 بباريس (فرنسا).